# Hanne Deneire
Deneire Hanne (Hasselt, 23 juni 1980) is een Belgische componiste en muzikante. Daarnaast is ze ook gepassioneerd door dans.
Ze gelooft in de kracht van muziek en creatie en zet deze in via educatie en artistieke gemeenschapsprojecten. Ze noemt zichzelf een Impact Community Componist. Met haar muziek wil ze verbinden en mensen stimuleren om te groeien. Zo publiceerde ze ook boeken over de relatie tussen muziek en dementie. Met haar methode Children are Composers wil ze kinderen vanaf jonge leeftijd laten groeien door muziek.

## Carrière[2][3][4]

### Opleiding
Hanne Deneire volgde van 1998 tot 2003 de opleiding compositie aan het Koninklijk Conservatorium van Antwerpen bij Wim Henderickx en Luc Van Hove. Deze opleiding combineerde ze met haar studies basklarinet en piano.
In 2001 begon Hanne aan haar studie choreografie aan het Hoger Instituut voor Dans in Lier.

### Componist
Als componiste schreef Hanne Deneire muziek in opdracht van onder andere Flagey, Oxalys, I Solisti del Vento, Quince Quartet, Syrinx, het Leuvens Alumni Orkest en het Filharmonisch Jeugdorkest van Vlaanderen. In 2010 was Deneire componist in residentie voor het HERMESensemble.
Doorheen haar composities komen bepaalde thema's geregeld terug. Zo gaat het vaak over de strijd tussen tegengestelde krachten, vragen over leven en dood en de zin van ons bestaan. Ook cirkelvormige bewegingen zien we vaker opduiken.
Haar werken bevatten verwijzingen naar een Indische levenswijze. Dit niet enkel door de terugkerende thema's en vragen. Zo gebruikt ze bijvoorbeeld ook "Sruti-nummers" voor haar werken in plaats van de gebruikelijke opusnummers in het westen.
Doorheen Hannes composities komt ook vaak haar liefde voor de basklarinet terug. In 2024 vond de première plaats van haar muzikale familievoorstelling 'MOL KAN IETS', geïnspireerd op het boek van Marieke van Hooff en tekenaar Henk Van der Gugten. De voorstelling was een creatie in samenwerking met Lenneke Calsius.

### Impact Componist - educatie
In 1996 richtte Hanne Deneire 'House of Music' op, waarbij creatie en persoonlijke aanpak centraal staan.
Na een jaar psychologie studies aan de Vrije Universiteit Brussel, begon Hanne in 2006 als muziektherapeute. Aan de Guildhall School of Drama and Music in Londen specialiseerde ze zich verder in compositie en 'community art'. Tijdens de periode 2007-2012 was Hanne Deneire tewerkgesteld bij het Koninklijk Conservatorium van Antwerpen als docent 'community art' en onderzoeker naar onder andere BabyMuziek.
Tussen 2016 en 2019 nam Hanne deel aan de programma’s van Bob Proctor (PGI) en The Matrixx in Canada, waarna ze gedurende drie jaar actief bleef in woonzorgcentra en scholen in de VS en Canada om daar haar visie en methodologieën te delen. Gaandeweg creëerde Hanne Deneire haar eigen creatieve muziekmethode "Children are composers", die jonge kinderen complexe muziektheorie bijbrengt dankzij de combinatie van muziek, verbeelding en entertainment. Ook haar gecertificeerde "ManiMelo" muziekmethode zet ze in om ieder mens, zowel jong als oud, in contact te brengen met muziek, ongeacht hun achtergrond. Deze methodes worden uitgedragen bij 'House of Music', waarbij maximaal muziekplezier en optimale persoonlijke ontwikkeling het doel is. Als 'Impact componist' omvat haar educatieve visie een combinatie van voelen, denken en doen.

### Prijzen en awards
- In 1999, toen Hanne nog studeerde, won ze met haar eerste concertwerk Mitä de Aquarius-compositiewedstrijd.
- In 2000 ontving Hanne de Beurs van de Stichting Conservatorium Antwerpen.
- In 2003 kreeg Hanne de prijs 'sociaal geëngageerde kunstenaar' van de Koning Boudewijn Stichting voor haar werk met hoogbegaafde kinderen.
- In 2010 wijdde Beeldenstorm een complete cd aan de muziek van Hanne, '17.912 dagen geboeid door schoonheid'.
- In 2011 (maart) kreeg Hanne de Gouden Klaproos van Sabam in de categorie klassieke muziek/ kamermuziek.
- Ook in 2011 (juni) werd Hannes eerste cd 'hommage van Hanne Deneire, in Flanders’ Fields, vol. 63', in samenwerking met Ensemble Hommages, gepubliceerd door Phaedra, bekroond met een gouden label
- In 2018 werd "children are composers' geselecteerd voor het acceleratieprogramma The Birdhouse. Hierdoor kreeg ze gedurende zes maanden begeleiding van Filip Smet en Wilfried Van Assche.

### Composities[3]
- Orkestmuziek: Mitä (1999); Marguerite (2001); Trek, voor folkorkest, symfonisch orkest en 4 zangeressen (2002); Promenade voor robotorkest; Axon voor strijkorkest (2006)
- Solo: Nyx, voor klarinet (1999); Bing voor solo piano (2001); Blink, voor piano (2003); Wirwar, voor blokfluit (2005); Oona, voor piano (2005); Zear voor basklarinet (2008); Voilà voor altviool (2010); Ami voor accordeon (2022), Kai voor orgel (2022), Monologue voor trompet
- Duo: Exit, duo voor klarinet en cello (2001); Hemel, duo voor klarinet en basklarinet (2005); Rana voor basklarinet en piano (2007); Duo voor sopraan en fluit (2010); Innerligt voor fluit en klarinet (2011); Nest voor sopraan en viool (2013)
- Trio: Flumalt, trio voor fluit, altviool en marimba (1999); Douce, trio voor klarinet, altviool en piano (2000); Trio voor fluit, altviool en harp (2000); Douce voor klarinet, viool en piano (2000); Katsu, trio voor sopraan, viool en cello (2001);  Lotus voor viool, cello en piano (2002, II: 2004); Inanna’s droom, trio voor percussie, fluit en stem (2005); D.W.E. voor viool, klarinet en piano (2009); Trinity voor viool, vibrafoon en accordeon (2023)
- Kwartet: Het kan in deze tijd, voor sopraan en strijkkwartet (1998); Syd, saxofoonkwartet (2000); Klarinetkwartet (2000); Kwartet voor fluit, klarinet, viool en cello (2002); Wolf, kwartet voor sopraan, viool, cello en piano (2004); Axon, strijkkwartet (2005); Dama voor pianokwartet (2008); Blauw voor fluit, altviool, bastrombone en percussie (2010); ETz: sopraan, hobo, vibrafoon en cello (2010)
- Kwintet: Expositions, voor fluit, viool, altviool, cello en trombone (2002); Pupil, houtblazerskwintet (2003); PYxIS voor hobo, klarinet, hoorn, fagot en piano (2010); La Belgique Martyre voor sopraan, fluit, klarinet, cello, piano  (2014)
- Sextet: Khamûshîd voor sopraan, viool, cello, fluit, klarinet en percussie (2007)
- Octet: octet voor 2 violen, altviool, altfluit, 2 celli, contrabas en piano (2002)
- Nonet: Soos voor 2 violen, altviool, altfluit, 2 celli, contrabas, piano en harp (2002)
- Kamermuziek voor 14 instrumenten (2002)
- Koor: Inferno, voor gemengd koor (2002); Purgatorio, voor gemengd koor en cello (2004); Paradiso, voor gemengd koor (2005); Hartverwarmend voor gemengd koor en ensemble (2010)
- Opera: Bonaparte (2022)

### Dans
Haar eerste choreografie Samree zag het licht in 2002. Ze werkte al samen met Hush Hush Hush Compoany en het Cultureel Centrum Berchem voor het dansproject Bobo in Paradise.

### Boeken
- "Een andere dementie in muziek/Remebering through Music", over een methodiek voor muziekprojecten met mensen met dementie, ondertussen vaak gebruikt in zorgcentra en opleidingen.
- "De Stem van ons Geheugen/The voice of our Memory" "Growing through Music", over muziekeducatie.
- "Children are Composers"

- Gemeinsame Normdatei: 1281106690
- International Standard Name Identifier: 0000 0004 6167 1473
- MusicBrainz: 816b2c91-c5c9-4be2-b1bb-d2210b552f5d
- Virtual International Authority File: 10167760369213572536